# Molekyl

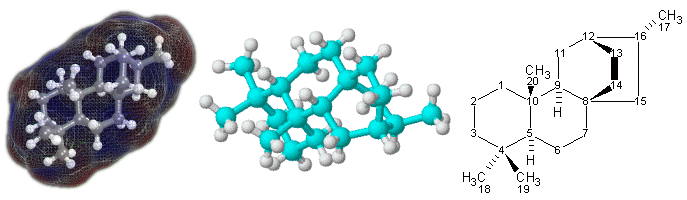
En och samma molekyl kan representeras i bild på flera olika sätt.

En molekyl definieras som en grupp av två eller fler atomer ordnade i ett precist arrangemang med hjälp av kovalenta bindningar.
En molekyl kan variera i storlek från två atomer, såsom H2 (vätgas), till tusentals atomer i makromolekyler som proteiner, nukleinsyror eller syntetiska och naturliga polymerer. Det kan också förekomma jonbindningar, vätebindningar och andra typer av kemiska bindningar mellan olika delar av molekylen, men det är bara kovalenta bindningar som alltid är mellan atomer i samma molekyl. 
Inom den kinetiska gasteorin används ofta termen molekyl för alla partiklar i gasform oavsett dess beståndsdelar. Enligt denna definition räknas ädelgaser som molekyler trots att de endast består av enkla obundna atomer. Proteiner med kvartärstruktur består i själva verket i många fall av flera molekyler som hålls samman av intermolekylära krafter, även om biokemister ofta betraktar dem som en enda molekyl.

## Laddning
När man talar om små molekyler antas de normalt vara oladdade. Kovalent bundna atomgrupper som är laddade kallas i stället sammansatta joner. För större molekyler, särskilt biokemiska makromolekyler, är terminologin mindre precis, så sådana molekyler kan ha en nettoladdning som inte är noll. Naturligt laddade molekyler och molekyler som har gjorts laddade kan separeras med tekniker som elektrofores och masspektrometri.

## Polaritet

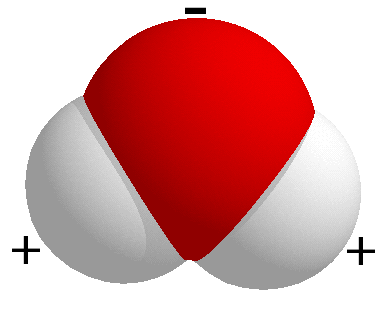
Delvis negativ laddning är markerad med - och delvis positiv laddning markerad med + i en vattenmolekyl. Syreatomen är markerade röd färg och väteatomerna med vit färg.

Om molekylens atomer har olika elektronegativitet kommer den kovalenta bindningen att bli polariserad. Om polärt kovalenta bindningar är ojämnt fördelade över molekylen får den en positivt och en negativt laddad sida – den blir en dipol. Ett exempel är vattenmolekylen – syre och väte har olika elektronegativitet, och eftersom vattenmolekylen dessutom är böjd blir den en dipol. Koldioxid är däremot inte en dipol eftersom de båda bindningarna ligger i linje med varandra.

## Molekylärvetenskap
Molekyler studeras i många vetenskapsfält som med ett samlingsnamn kallas molekylärvetenskap. De omfattar, förutom i stort sett alla grenar av kemin, även bland annat molekylfysik, kemisk fysik och molekylärbiologi. Avstånden mellan atomer i molekyler mäts vanligen i enheten ångström, alltså 10-10 meter. I den storleksskalan är kvantmekaniken den fysikaliska teori som bäst beskriver hur materien uppför sig. Den elektromagnestiska strålning vars våglängd är av storleksordningen 1 ångström kallas röntgenstrålning och kan användas för att studera formen på molekyler i kristallin form genom röntgendiffraktion. För studiet av molekyler i lösning är kärnmagnetisk resonansspektroskopi användbar.  
Med hjälp av spektroskopiska metoder går det att bestämma många av molekylernas inre strukturer. Molekyler är inte stilla. De rör sig i rummet, vibrerar och roterar. Dessutom kan elektronerna i molekylerna anta olika energinivåer beroende på vilken molekylorbital de ockuperar. Beroende på vad som studeras kan olika modeller användas. Energin är kvantiserad och molekyler som byter energitillstånd kan ta upp, sända ut och växelverka med fotoner. 
Molekyler kan också reagera med varandra och bilda nya molekyler. Den organiska kemin studerar främst kolbaserade molekyler medan den oorganiska kemin studerar andra typer av molekyler. Biokemin studerar molekyler och dess reaktioner i biologiska system. Med hjälp av termodynamiken går det att säga om en reaktion kommer att ske spontant och vid vilka koncentrationer kemisk jämvikt uppkommer.

## Beskrivning av molekyler
En empirisk formel beskriver andelen atomer av olika sorter i förhållande till varandra i en molekyl. En summaformel anger hur många atomer av varje atomslag som finns i en molekyl. Eftersom olika molekyler kan ha både samma empiriska formel och samma summaformel så har det utvecklats olika standarder för strukturformler. Molekyler som har samma summaformel men olika strukturformel sägs vara isomerer. VSEPR-teorin är en teoretisk och förhållandesvis enkel modell för att förutsäga vilken form en molekyl har utifrån dess strukturformel. Delar av den analytiska kemin ägnar sig åt att empiriskt bestämma strukturen på molekyler. Beräkningskemister använder datorer för att utifrån kvantmekaniken teoretiskt beräkna olika egenskaper hos molekyler.